# Chicago Justice
Chicago Justice – amerykański serial telewizyjny (dramat sądowy) wyprodukowany przez Wolf Films oraz Universal Television, którego twórcami są Dick Wolf i Matt Olmstead. Serial jest spin-offem serialu Chicago PD. Premierowy odcinek został wyemitowany 1 marca 2017 roku przez stację NBC, jednak 22 maja 2017 roku, zostało ogłoszone anulowanie serialu. W Polsce serial zadebiutował 3 października 2020 roku na kanale 13 Ulica.

## Fabuła
Serial skupia się na pracy prawników w prokuraturze w Chicago. Do grupy bohaterów dołączył aktor grający postać w Chicago P.D - Antonio Dawson, a główny bohater serialu - Peter Stone, pojawił się wcześniej we wspomnianym serialu w odcinku będącym tzw. "backdoor pilot" Chicago Justice.

## Obsada

### Główna
- Carl Weathers jako Mark Jefferies, prokurator stanowy[4]
- Philip Winchester jako Peter Stone, zastępca prokuratora okręgowego[5]
- Jon Seda jako Antonio Dawson, detektyw śledczy w biurze prokuratora okręgowego[6]
- Monica Barbaro jako Anna Valdez, zastępca prokuratora okręgowego[7]
- Joelle Carter jako Laura Nagel[8]

## Przegląd sezonów
| Sezon | Sezon | Odcinki | Pierwsza emisja | Pierwsza emisja | Pierwsza emisja      | Pierwsza emisja      | Pierwsza emisja |
| Sezon | Sezon | Odcinki | Premiera sezonu | Finał sezonu    | Premiera sezonu      | Finał sezonu         |                 |
| ----- | ----- | ------- | --------------- | --------------- | -------------------- | -------------------- | --------------- |
|       | Pilot | 1       | 7 kwietnia 2015 | 7 kwietnia 2015 | 21 października 2020 | 21 października 2020 |                 |
|       | 1     | 13      | 1 marca 2017    | 14 maja 2017    | 3 października 2020  | 19 grudnia 2020      |                 |

## Lista odcinków

### Odcinek pilotowy (2016)
Pilot serialu jest jednocześnie 21 odcinkiem 3 sezonu serialu Chicago PD.
| Nr | #  | Tytuł   | Polski tytuł   | Reżyseria        | Scenariusz                                           | Premiera (NBC) | Premiera w Polsce (13 Ulica) |
| -- | -- | ------- | -------------- | ---------------- | ---------------------------------------------------- | -------------- | ---------------------------- |
| 59 | 21 | Justice | Sprawiedliwość | Jean de Segonzac | Dick Wolf, Michael Brandt, Derek Haas, Matt Olmstead | 11 maja 2016   | 21 października 2020         |

### Sezon 1 (2017)
| Nr | Tytuł                 | Polski tytuł           | Reżyseria        | Scenariusz                           | Premiera (NBC)   | Premiera w Polsce (13 Ulica) |
| --- | --------------------- | ---------------------- | ---------------- | ------------------------------------ | ---------------- | ---------------------------- |
| 1 | Fake                  | Fikcja                 | Donald Petrie    | Michael Chernuchin                   | 1 marca 2017     | 3 października 2020          |
| Odcinek ten jest trzecią częścią trzyodcinkowego crossoveru pomiędzy serialami: Chicago Fire (część 1: sezon 5, odcinek 15) oraz Chicago PD (część 2: sezon 4, odcinek 16). |                       |                        |                  |                                      |                  |                              |
| 2 | Uncertainty Principle | Zasada nieokreśloności | Norberto Barba   | William N. Fordes                    | 5 marca 2017     | 3 października 2020          |
| Odcinek jest crossoverem postaciowym z serialami: Prawo i porządek oraz Chicago PD (pojawiają się postacie z tych seriali).                                                 |                       |                        |                  |                                      |                  |                              |
| 3 | See Something         | Widząc zło             | Fred Berner      | Dick Wolf, Michael Chernuchin        | 7 marca 2017     | 10 października 2020         |
| 4 | Judge Not             | Nie osądzaj            | Elodie Keene     | April Fitzsimmons                    | 12 marca 2017    | 17 października 2020         |
| 5 | Friendly Fire         | Bratobójczy ogień      | Stephen Cragg    | Richard Sweren, April Fitzsimmons    | 19 marca 2017    | 24 października 2020         |
| 6 | Dead Meat             | Truposz                | Eriq La Salle    | Lawrence Kaplow                      | 26 marca 2017    | 31 października 2020         |
| 7 | Double Helix          | Podwójna helisa        | Donald Petrie    | Elizabeth Rinehart                   | 2 kwietnia 2017  | 7 listopada 2020             |
| 8 | Lily's Law            | Prawo Lily             | Donald Petrie    | Allison Intrieri                     | 9 kwietnia 2017  | 14 listopada 2020            |
| 9 | Comma                 | Przecinek              | Alex Zakrzewski  | Michael Chernuchin, Allison Intrieri | 16 kwietnia 2017 | 21 listopada 2020            |
| 10 | Drill                 | Musztra                | Vincent Misiano  | Richard Sweren                       | 23 kwietnia 2017 | 28 listopada 2020            |
| 11 | AQD                   | Ad quod damnum         | Victor Nelli Jr. | Lawrence Kaplow, Elizabeth Rinehart  | 30 kwietnia 2017 | 5 grudnia 2020               |
| 12 | Fool Me Twice         | Podwójne oszustwo      | Martha Mitchell  | Bill Chais, William N. Fordes        | 7 maja 2017      | 12 grudnia 2020              |
| 13 | Tycoon                | Magnat                 | Fred Berner      | Bill Chais                           | 14 maja 2017     | 19 grudnia 2020              |

## Produkcja
20 lutego 2016 roku ogłoszono, że jedną z głównych ról zagra Philip Winchester.
13 maja 2016 roku stacja NBC zamówiła pierwszy sezon spin-offu Chicago PD, którego premiera zaplanowano na mideseason 2016/2017.
W tym samym miesiącu ogłoszono, że Joelle Carter oraz Carl Weathers dołączyli do obsady głównej serialu.
29 sierpnia 2016 roku, Monica Barbaro dołączyła do dramatu prawniczego.
We wrześniu 2016 roku potwierdzono, że Jon Seda odchodzi z serialu Chicago PD i przenosi się do obsady "Chicago Justice".